# 8161 Newman
8161 Newman eller 1990 QP3 är en asteroid i huvudbältet som upptäcktes den 19 augusti 1990 av Oak Ridge-observatoriet. Den är uppkallad efter Constance B. Newman.
Asteroiden har en diameter på ungefär 10 kilometer och den tillhör asteroidgruppen Themis.